# زئوپراکسیسکوپ

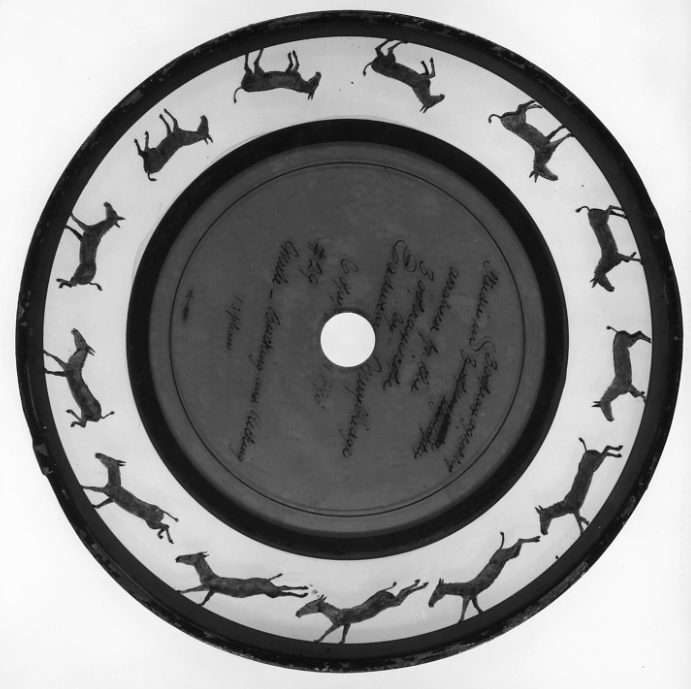
صفحه زئوپراکسیسکوپ

زئوپراکسیسکوپ (انگلیسی: Zoopraxiscope) یکی از نخستین نمونه‌های دستگاه نمایش تصاویر متحرک به‌شمار می‌رود که توسط پیشگام عکاسی ادوارد مایبریج در سال ۱۸۷۹ ساخته شد. این وسیله اجداد پرژکتورهای امروزی به‌شمار می‌رود.

شبیه‌سازی از چرخش زئوپراکسیسکوپ

مویبریج با عکاسی پشت سرهم از حرکت یک اسب و حیوانات دیگر و نمایش آن با این دستگاه، توانست با استفاده از خطای دید انسان، به عکس‌های مربوط به حرکت و پرش اسب جان بخشیده و آن‌ها را متحرک نشان دهد.